# Roger McGuinn
James Roger McGuinn, även känd som Jim McGuinn, född James Joseph McGuinn III den 13 juli 1942 i Chicago, Illinois, är en amerikansk musiker och sångare. McGuinn var den ledande medlemmen i musikgruppen The Byrds, aktiv under åren 1964–1973.
Med sin 12-strängade gitarr av märket Rickenbacker kom McGuinn att utgöra en viktig del i The Byrds musikaliska stil. När Gene Clark lämnade gruppen 1966 tog McGuinn över rollen som förste sångare och kompositör. Några av hans mest kända sånger från tiden med The Byrds är "5D (Fifth Dimension)", "Mr. Spaceman", "So You Want to Be a Rock 'n' Roll Star", "Ballad of Easy Rider" och "Chestnut Mare". Han var också den drivande kraften bakom de populära arrangemangen av gruppens inspelningar av Bob Dylans "Mr. Tambourine Man" och "All I Really Want to Do", samt versionerna av Pete Seegers "The Bells of Rhymney" och "Turn! Turn! Turn!".

## Diskografi (urval)
Soloalbum
- Roger McGuinn (1973)
- Peace On You (1974)
- Roger McGuinn & Band (1975)
- Cardiff Rose (1976)
- Thunderbyrd (1977)
- Back From Rio (1991)
- Live From Mars (1996)
- Treasures From the Folk Den (2001)
- Live from Electric Lady Land: 7/18/91 (2002)
- Back to New York (2002)
- Limited Edition (2004)
- The Folk Den Project (2005)
- Live from Spain (2008)
- 22 Timeless Tracks From Folk Den Project (2008)
- CCD (2011)
- Sweet Memories (2018)

Andra album
- McGuinn, Clark & Hillman (med Gene Clark och Chris Hillman) (1979)
- City (med Chris Hillman och Gene Clark) (1980)
- McGuinn-Hillman (med Chris Hillman) (1981)
- Nitty Gritty Dirt Band-Roger McGuinn Live (1984)